# Santa Leocadia (Navarra)
Santa Leocadia (Santalokadia en euskera y de forma oficial) es un antiguo barrio del municipio español de Bértiz-Arana, en la Comunidad Foral de Navarra. En concreto, se encuentra dentro del concejo de Legasa. En 2005 tenía una población de 6 habitantes y 3 en 2924 Actualmente se encuentra prácticamente reducido a la ermita de la Santa.